# Corrente dell'isola di Baffin

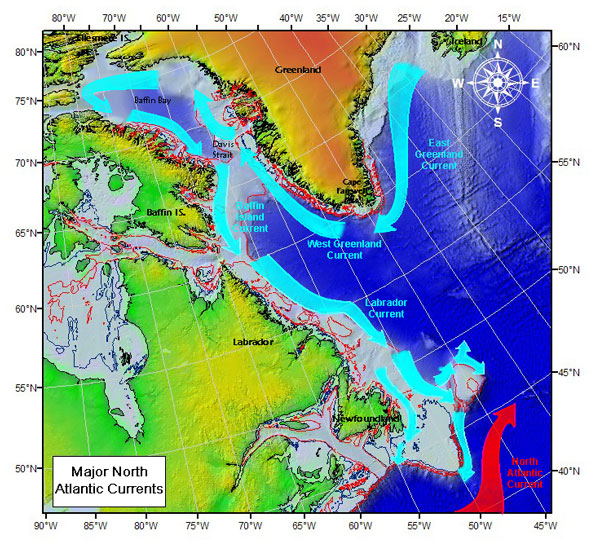
Le correnti marine tra Groenlandia e Labrador.

La corrente dell'isola di Baffin è una corrente oceanica fredda del nord Atlantico che scorre lungo la costa orientale dell'isola di Baffin. Rappresenta un braccio della corrente della Groenlandia occidentale. Prosegue verso sud incontrando la corrente del Labrador nei pressi di Terranova.